# 몰로시아 공화국
몰로시아 공화국(영어: Republic of Molossia)은 미국의 네바다주에 있는 마이크로네이션이다. 몰로시아는 현재 10개의 마이크로네이션과 연합관계에 있다. 국명인 몰로시아는 "작은 바위가 많은 언덕"을 뜻하는 스페인어 단어인 '모로'(스페인어: Morro)에서 유래된 이름이며, 고대 그리스의 민족인 몰로시아인과는 어떠한 관련도 없다.
대한민국에서는 오스트레일리아에 있는 가상 국가인 모로니아 공화국과 혼동되어 오랫동안 이 나라의 이름이 모로니아로 알려져 있었다.

## 위치와 면적
몰로시아는 미국의 네바다주에 있는 사막지역에 위치하고 있다. 총면적은 5.8km2이다. 수도는 에스페라이며 몰로시아의 영역은 셋으로 나뉜다.
하모니 주(Harmony Province): 네바다주의 데이턴 근교에 위치한다. 몰로시아의 영역에서 가장 작으며 면적은 4,000m2밖에 안 된다. 보 가(家)의 주요 거처이며 몰로시아의 수도이자, 대통령인 케빈 보의 저택인 에스페라(Espera)가 위치한다.
뉴앤트림 보호령(The Protectorate of New Antrim): 펜실베이니아주의 비공개 지역에 위치한다. 면적은 8에이커(3.2 헥타르) 이상이며 몰로시아의 영역 안에서 가장 크다. 북아일랜드의 앤트림주에서 유래된 이름이며 총독은 헤스 해군 대제독(Grand Admiral Hess)이었다. 현재는 몰로시아의 영역이 아니다.
2003년 8월에는 대통령인 케빈 보가 북부 캘리포니아주에 있는 조그마한 토지를 매입하고 파팔라 식민지(Colony of Farfalla)를 세웠다. 이 식민지는 보가 남부 캘리포니아주에 있는 데저트홈스테드 주(Desert Homestead Province)를 계승한 땅이었으며 2005년 말에 매각되었다. 데저트홈스테드 주는 과거 보의 할아버지가 소유했던 땅이었다.

## 인구 및 문화
몰로시아의 인구는 현재 총 7명인 것으로 알려져 있으나 사실은 4명의 인간과 3마리의 개로 이루어져 있다.
몰로시아의 공용어는 영어이며 국기(國技)는 몰로시아 브룸볼, 악기는 몰로시아 폰이다.

## 정치
몰로시아는 주권을 가진 독립 민족 국가임을 주장하고 있으며 주권 국가와 같은 정치 제도를 갖고 있다고 주장한다.

### 기구
몰로시아는 헌법에 의해 의회와 정부 기구를 설치한다. "경계상에 있어서 항상 존재하는 외국인으로부터의 위협"으로부터 몰로시아를 보호하기 위해 계엄령을 선포할 수 있으며 대통령은 외교를 포함한 모든 권한을 행사한다.

### 외교 관계
코소보가 독립을 선언한 다음 날인 2008년 2월 18일에 몰로시아는 코소보를 승인했다. 몰로시아는 자신이 소유한 토지에 대한 재산세를 '외국 원조'라는 명목으로 네바다주 스토리군 정부에 납부하고 있다.

## 국방
몰로시아의 군인은 대통령과 그의 아들로, 이들은 고무보트 2척과 소총 2개를 소유하고 있다.

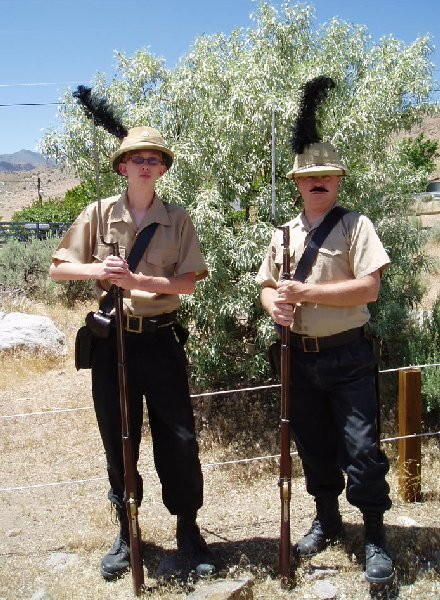
몰로시아의 군인

## 관광

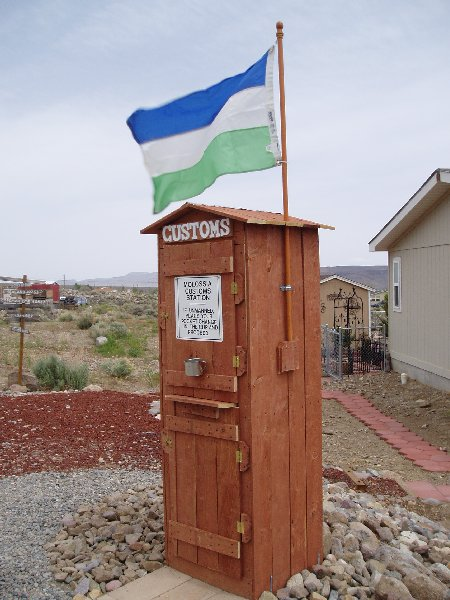
몰로시아 세관

몰로시아의 주요 산업은 관광으로, 화폐, 여권, 우표 등을 판매하고 있다. 관광객은 매년 10명까지 받아들인다. 관광하기 전에는 미리 전자우편으로 허가를 받아야 하며 대통령이 자신의 집에서 45분 동안 가이드한다. 관광객은 반드시 여권을 제시해야 입국할 수 있으며 총기와 담배, 백열전구 반입이 금지되어 있다.

## 같이 보기
- 마이크로네이션 목록